# Trikolor TV
Trikolor TV (ros. Триколор ТВ) – największa platforma cyfrowa w Rosji i jedna z największych w Europie. Nadaje kanały telewizyjne w europejskiej części Rosji oraz wiele z nich na Syberii, na Uralu i na dalekim wschodzie. Platforma nadaje w europejskiej części od 2005 roku, zaś we wschodnich regionach od 2007 roku.
Zasadnicza różnica między Trikolor a innymi operatorami to pakiet bezpłatnych 12 kanałów, między innymi Rossija oraz Pierwyj. Oprócz tego istnieje także 19 kanałów dla całej rodziny.